# Cinquanta sfumature di grigio
Cinquanta sfumature di grigio (Fifty Shades of Grey) è un romanzo scritto nel 2011 dalla scrittrice inglese E. L. James (pseudonimo di Erika Leonard). Si tratta del primo di una trilogia di romanzi che prosegue con Cinquanta sfumature di nero (Fifty Shades Darker) e Cinquanta sfumature di rosso (Fifty Shades Freed).
Il romanzo, caratterizzato dalla descrizione di scene di esplicito erotismo e da elementi di pratiche sessuali BDSM, ha in breve tempo raggiunto una vasta popolarità e un grande successo di vendite negli Stati Uniti e in Gran Bretagna. L'intera serie ha venduto oltre 125 milioni di copie in tutto il mondo e i diritti sono stati venduti in 52 Paesi.

## Background
La trilogia di Cinquanta sfumature viene inizialmente sviluppata come una serie di fanfiction di Twilight, intitolata originariamente Master of the Universe, e pubblicata a episodi su siti dedicati, sotto lo pseudonimo di "Snowqueen's Icedragon". Nello scritto compaiono personaggi tratti dai libri di Stephenie Meyer: Edward Cullen e Bella Swan.
Dopo commenti e segnalazioni dove veniva sottolineato più volte che la storia violava i regolamenti delle varie piattaforme, è stata rimossa dai siti di fanfiction e pubblicata da E. L. James sul proprio blog, FiftyShades.com. In seguito riscrive Master of the Universe da capo, rinominando i protagonisti Christian Grey e Anastasia Steele e gli altri personaggi secondari, rimuovendolo dal sito prima di spedirlo a case editrici.
La versione rielaborata ed espansa di Master of the Universe viene divisa in tre parti. La prima, intitolata Cinquanta sfumature di grigio, viene pubblicata sotto forma di e-book, con la possibilità di riceverne una copia stampata a richiesta, nel maggio 2011 da The Writers' Coffee Shop. Il secondo volume, Cinquanta sfumature di nero, è pubblicato nel settembre 2011, e il terzo, Cinquanta sfumature di rosso, segue nel gennaio dell'anno dopo.

## Trama
Anastasia Steele, detta Ana, è una studentessa universitaria di 21 anni iscritta alla Washington State University di Vancouver, negli Stati Uniti. Ana è una ragazza normale, vicina alla laurea in letteratura inglese, quando la sua amica e coinquilina Kate, direttrice del giornale universitario, le chiede di sostituirla per un'intervista a Christian Grey, amministratore delegato della Grey Enterprises Holdings Inc.
Senza alcuna informazione sulla persona da intervistare, arriva alla Grey Enterprises, dove nota un ambiente ricercato ed elegante. Anastasia conduce un'intervista che non si limita alle sole domande richieste dall'amica, incuriosendo così Christian, colpito dalla sua bellezza intensa. I due cominciano a incontrarsi, ma Anastasia si rende conto che Christian è un uomo oscuro, il cui apparente splendore nasconde una persona piena di complessi.
Ad Anastasia viene proposto un contratto, in cui sono elencate le "regole" da seguire durante la relazione con Christian: il loro rapporto dovrebbe essere ricondotto al ruolo di Dominatore e Sottomessa, Anastasia firmandolo acconsentirà a far divenire Mr Grey padrone e manipolatore di ogni aspetto della sua vita. Christian è abituato a non avere nessun tipo di relazione affettiva con una donna, il contatto è limitato alla sola vita sessuale, in cui lui impartisce ordini e la donna deve compiacerlo o verrà punita.
A differenza di tutte le donne con cui è stato, Anastasia è difficile da gestire, ma soprattutto da interpretare. Lei, inizialmente rifiuta, ma accecata da quella fugace attrazione mai provata per nessuno, si butta a capofitto in questa relazione, pensando di essere in grado di gestirla. Pian piano viene travolta da una realtà di erotismo e di pratiche BDSM mai immaginate prima.
Questo crescendo di emozioni porta Anastasia ad innamorarsi di Christian e a volerlo aiutare ad affrontare le proprie paure, in quanto il suo atteggiamento nasce da esperienze strazianti e innaturali vissute nei primi anni di vita. Ma pur apparendo come un uomo perfetto ed ambizioso, dentro di sé serba il ricordo di essere stato un bambino abbandonato, maltrattato, figlio di una giovane squillo drogata, incapace di badare alle esigenze del figlio e di difendere lei stessa e il suo bambino dal lenone violento. Per questo Anastasia decide di continuare la relazione anche se la strada da percorrere è dolorosa e difficile.
Pensando di avvicinarsi di più all'uomo e cercando di capire il motivo per cui in alcune circostanze lui non è capace di accettare nessun tipo di contatto fisico, Anastasia chiede a Christian di conoscere qual è il limite massimo che può raggiungere il suo sadismo. Anastasia non si rende conto della pericolosità della richiesta e vive un'esperienza che le fa capire di essere innamorata di un uomo malato, i cui problemi psicologici non possono essere superati facilmente. Anastasia abbandona Christian con la promessa di lasciarsi dietro gli orrori vissuti.

## Personaggi

### Personaggi principali
- Anastasia Steele: protagonista del romanzo, studentessa neolaureata, nata il 10 settembre 1989. Per tutti è Ana, bellezza diafana, figlia di genitori separati, vive con la migliore amica Kate a Portland. Non ha molta stima di sé stessa, non sente di essere particolarmente bella, ma Christian le farà cambiare idea. Ana è spontanea, timida, spiritosa; sono proprio queste caratteristiche che fanno di lei la donna dei sogni di Christian. A 21 anni non aveva ancora conosciuto nessuno che l'avesse colpita particolarmente, forse perché, cresciuta a suon di eroi romanzeschi, i suoi ideali erano diventati troppo alti. Ana non ama la moda e non ama truccarsi, soprattutto non ama mettersi al centro dell'attenzione e odia quando si parla di lei.
- Christian Grey: ricco imprenditore americano nato il 18 giugno 1983. Diversamente dallo stereotipo di uomo bello e impossibile, lui non è vuoto dentro. Infatti, come indicato dal titolo, egli ha dentro di sé cinquanta sfumature, che si notano in tutti gli aspetti della sua vita. Christian è lunatico, prepotente, in alcuni momenti freddo, in altri romantico, profondo e intelligente. Grey ha molte capacità e qualità, soprattutto in campo lavorativo. È un idealista e lavora al fine di migliorare il mondo: in particolare, desidera aiutare i più bisognosi, per non permettere a nessuno di passare ciò che lui ha vissuto da bambino, un'infanzia fatta di povertà e sofferenza. Christian è un esperto conoscitore del mondo sessuale, molto meno di quello sentimentale. A causa di traumi della sua infanzia e adolescenza, ha sviluppato pulsioni sadiche e possessive che lo portano ad essere capace di vivere relazioni solamente se in chiave di dominatore, con comportamenti al limite dello stalking. La musica occupa nella sua vita un posto importante: quando suona sfoga tutta la sua tristezza e sofferenza.

### Personaggi secondari
- Katherine "Kate" Kavanagh: cara amica di Anastasia, è una ragazza dai capelli ramati e gli occhi smeraldini, bellissima e piena di sé; il loro viene descritto come un rapporto fraterno. Kate cerca di aiutare in tutti i modi Anastasia, le presta la sua macchina ed alcuni vestiti e inizialmente dà all'amica dritte per prepararla ad una possibile relazione con Christian; anche lei è molto protettiva nei suoi confronti e ha un rapporto conflittuale con il protagonista, perché tante volte ha fatto soffrire Anastasia. S'innamora del fratello di Christian, Elliot con cui instaurerà una relazione seria, ed è la seconda persona dopo Anastasia e Mrs Lincoln a scoprire che Christian è un dominatore.
- José: caro amico di Anastasia, provoca la gelosia di Christian, poiché ha un debole per lei, e ci metterà del tempo prima di accettare pienamente la sua relazione con Christian.
- Taylor: guardia del corpo di Christian, di cui si fida ciecamente.
- Barney, informatico, lavora per Christian.
- Beighley, ragazza, secondo pilota di Christian.
- Belinda Prescott, donna della security di Christian.
- Bob, marito della madre di Anastasia.
- Carla Adams, madre di Anastasia.
- Caroline Acton, personal shopper di Neiman.
- Carrick Grey, padre di Christian.
- Claire, segretaria, lavora alla reception della SIP, una casa editrice.
- la famiglia Clayton, proprietari di un negozio di ferramenta dove lavora Anastasia.
- Claude Bastille, personal trainer di Christian.
- Courtney, direttore editoriale della SIP, fa parte della redazione saggistica.
- Elena Lincoln (Mrs Robinson), ex partner sessuale di Christian.
- Elisabeth Morgan, direttore delle risorse umane della SIP, una casa editrice.
- Elliot Grey, fratello di Christian.
- Ethan Kavanagh, fratello di Kate.
- Franco De Luca, parrucchiere del salone di bellezza di Christian.
- Gail Jones (Mrs), domestica di Christian Grey.
- Gia Matteo, architetto, amica di Elliot.
- Grace Trevelyan-Grey, madre di Christian Grey.
- Greene, dottoressa di Christian.
- Greta, receptionist del salone di bellezza di Christian.
- Gretchen, domestica che lavora a casa di Carrick Grey.
- Gwen, compagna di Ros.
- Hannah, assistente di Anastasia alla SIP.
- Jack Hyde, direttore editoriale della SIP, una casa editrice.
- Jerry Roach, presidente della SIP.
- Jones (Mrs), domestica di Christian Grey.
- John, commesso part-time al negozio di Clayton.
- John Flynn, psicologo di Christian.
- Kay Bestie, vicepresidente della SIP.
- Leandra, cameriera all'International House of Pancakes.
- Leila, ex sottomessa di Christian, ossessionata da lui e Anastasia.
- Levi, compagno di corso di inglese di Anastasia e Kate, fotografo del giornale studentesco.
- Luke Sawyer, una delle guardie del corpo di Christian.
- Mark Benson, pilota del trainatore dell'aliante di Christian.
- Mia Grey, sorella di Christian.
- Patrick, commesso part-time al negozio di Clayton.
- Paul Clayton, fratello più giovane dei Clayton.
- Ray, patrigno di Anastasia, secondo marito di sua madre.
- Rhian, moglie di John Flynn.
- Ros, vice di Christian alla GEH.
- Ryan, una delle guardie del corpo di Christian.
- Sophie, figlia di Taylor.
- Stephan, pilota d'aereo di Christian.
- Steve Paton, primo ragazzo di Kate.
- Theo, nonno di Christian Grey.
- Travis, amico di José.
- Troy Whelan, direttore della banca di Christian.
- Welch, dipendente di Christian, consulente per la sicurezza.

## Adattamento cinematografico
Il 2 settembre 2013 l'autrice E.L. James annuncia sul suo profilo Twitter di aver scelto Charlie Hunnam e Dakota Johnson per interpretare Christian Grey e Anastasia Steele nella trasposizione cinematografica del romanzo. Il 24 ottobre 2013 viene annunciato che Jamie Dornan interpreterà Christian Grey, sostituendo Charlie Hunnam ritiratosi qualche giorno prima. Inoltre la data di debutto del film nelle sale statunitensi viene spostata dal 1º agosto 2014 al 13 febbraio 2015.